# Mátrai Gyula
Mátrai Gyula, születési és 1945-ig használt nevén Gottvald Gyula (Munkács, 1905. június 8. – Budapest, 1977. január 2.) kétszeres Kossuth-díjas magyar építész.

## Életrajza
A kárpátaljai Munkácson Gottvald Gyula és Mátrai Mária gyermekeként született. Két évig a brnói műegyetem gépészmérnöki karán tanult, majd beiratkozott a budapesti Magyar Királyi József Műegyetemre, ahol építészmérnöki diplomát szerzett. Eleinte magánirodáknál dolgozott, majd önálló tervezőirodát nyitott és ipari épületek tervezésére szakosodott. 1934-ben Budapesten, a Ferencvárosban házasságot kötött Sipos Izrael és Strasser Róza lányával, Klárával.
Az 1940-es években több nagy gyár tervét elkészítette: Wolf Johannával együtt ő tervezte a nyergesújfalui Viscosát, az ő terve a mátyásföldi Ikarus, valamint a Kőbányai Fonoda csarnokainak is ő készítette el a terveit.
1945 után ő vezette a Magyar Építő Rt., a későbbi Magyar Gyárépítő Nemzeti Vállalat tervezési részlegét. Itt alakította ki a szervezett helyszíni és előregyártás módszereit, és tervezte meg az első nagy előregyártott csarnokot, az 1947-ben átadott Ganz-gyári hajtóműhelyt.
1951-től az Ipartervnél az Előregyártott Ipari Épülettervező Iroda vezetője volt. Ő fejlesztette tovább a helyszíni nagy-elemes előregyártást, ezenkívül létesítmények sorának terveit készítette el: az inotai, a dunaújvárosi, 1952–1954 között Pászti Károllyal és Vasek Lászlóval a Berentei Hőerőmű, 1953–1956 között a tiszapalkonyai, 1956–1960 között a pécsi hőerőművet Pászti Károllyal, valamint a gyöngyösi Kitérőgyárat és a csepeli Szerkezeti és Emelőgépgyár csarnokát is.
Tervezett ezenkívül monolit lakóépületeket, kísérleti panelházat, acélszerkezetű csarnokokat, hűtőtornyokat, silókat és víztornyokat is. Csarnokai jelentősen hatottak a modern ipari épületek formai fejlődésére.